# Monument à Dante (New York)
Le Monument à Dante de New York est une statue situé près du Lincoln Center for the Performing Arts à New York au parc Dante. Il représente Dante Alighieri en pied enserrant de ses bras sa Divine Comédie. 

## Histoire
Le monument fut érigé en hommage au poète italien du Moyen Âge Dante Alighieri. Le sculpteur de la statue est Ettore Ximenes (1855-1926), et elle fut fondue en bronze par Roman Bronze Works, le socle par l'entreprise Denigris Brothers et c'est l'entreprise d'architectes Warren and Wetmore (en) qui en avait défini les proportions. 
Initialement prévue en 1912 par la branche new-yorkaise de la Società Dante Alighieri pour célébrer le 50e anniversaire de l'unité italienne mais la statue ne fut achevée qu'en 1921 date à laquelle elle fut enfin inaugurée, pour le 600e anniversaire de la mort du poète.
Auparavant Carlo Barsotti (it) du Progresso (journal italien des États-Unis) avait lancé la souscription pour financer la réalisation et l'érection du monument.
Le sculpteur fit une statue identique pour la ville de Washington (au Meridian Hall Park).